# 恕の人 -孔子伝-
『恕の人 -孔子伝-』（じょのひと こうしでん、原題：孔子）は2012年の中国のテレビドラマ。

## 概要
製作は、佛山伝媒集団（佛山伝媒集団の正式な日本語訳はないものの、佛山メディア集団などと訳される広東省佛山市にある制作会社）。製作開始は2009年である。儒家の始祖・孔子の人生を描くドラマ。彼の言葉は、後の弟子達によって『論語』にまとめられた。
全35話。共同制作局である山東テレビでの初回放送は2011年9月26日〜。山東省衛星テレビによる全土放送（佛山チャンネル１）は2014年9月28日。なお、「孔子」という題名のドラマは数多くあるため混同を避けるために、正式名称ではないものの年次表記される場合が多く、中国語では中国での初回放送から「2011年版《孔子》」などと表記される。対して、日本では2011年の『孔子（中国語原題：春秋孔子）』が有るため、2012年版（日本でのテレビ放送は2012年）と年次表記する場合もあり、混同に留意が必要である。

## スタッフ
- 監督・プロデューサー：ハン・ガン
- 原作：チェン・ニン『聖人・孔子の生涯』（東洋書院）
- 脚本：ハン・ガン、ジョン・ジンジン、スイ・ドン

- 日本語版演出：市来満

## 登場人物・キャスト
- 孔子とその家族
  - 孔子：（演：ウィンストン・チャオ、漢字表記：趙文瑄、声：野島昭生）　主人公。論語をまとめ万年の師として歴史にその名前を残す。
    - 孔子（少年期）：（演：シェン・ジュンハオ、漢字表記：熊俊豪、声：小林由美子）　主人公の幼少期。文献の通りに祭器（葬儀用具）で遊ぶ。
    - 孔子（青年期）：（演：シア・ドゥージュン、漢字表記：夏徳俊、声：野島裕史）　貧困な中にも礼を守り、母の葬儀を空腹を耐えて貫き通した。

  - 顔徴在（孔子の生母）：（演：zh:徐百慧）　貧しいながらも孔子を育てる。母子家庭。若くして亡くなる。
  - 幵官氏（孔子の妻）：（演：リー・シントン、漢字表記：李星潼、声：石塚理恵）　勤務時代における孔子の上司の娘。子育ての最中にも常に孔子の学問を支えようとする。なお、その豊な体格は中国古代に描かれる孔子の妻像そのままである。
  - 孔孟皮（孔子の兄、孟皮あるいは皮とも）：孔子の異母兄。長らく別に暮らし、またお互いにお互いの存在を知らなかった。作中では大工らしく作業をやっているが明確には職業を描かれていない。孔子は母の死後、父墓の隣に埋葬しようと孝行の思いから、兄を探し出し、父墓の場所を尋ねるが、知らないと申し訳無さそうに答えた。後に、孔子のために調べあげて母の葬儀に協力した。孔子と仲は良いが、孔子の礼儀作法の煩さにはたまに閉口する。孔子は好きだが、学問は嫌い。学問をする暇があれば、働いた方が腹が膨れて良いとの考えを持っており、孔子にそれを話す。孔子の思想に同意しきれないものの、彼の人柄が好きな皮は、孔子と喧嘩しないため議論を打ち切った。作中では典型的な善意の庶民として描かれている。
  - 孔鯉（孔子の長男）：孔子の子供。性欲に関する質問をして孔子を困らせる。

- 孔子の師たち
  - 輓父（ばんぷ）：近隣に済む馬車の御者。少年孔子を気に掛け、青年孔子の就職を世話し、馬車の扱いを教えた。作中では、父を早く亡くした孔子の父親代わりとして描かれている。梅燕により名前すら残っていないことを惜しむナレーションが入っている。学がない人を獣と同じと説明した孔子に激怒し、孔子を反省させている。孔子は、学は無くとも尊敬に値する人物の筆頭として輓父をあげ、一芸に秀でる事の大切さを自説に取り入れた。
  - 礼法の師　繚遠（りょうえん）：孔子が旅している時に出会った。かつては宮中の高官（大宗伯）だったが、訳があり流れの葬儀における導師をやっている。
  - 楽の師　師襄子：礼を忘れ乱れきった世の中に絶望し、隠遁した魯の国１番の楽師。孔子が度々入門を求めるが、たびたび拒否する。
  - 弓の師：旅をする孔子を盗賊と誤解し、弓で攻撃するが、その礼儀正しさに警戒を解き、滞在を許す。徐々に心を開き、孔子に弓について教える。彼も世が乱れたことによる被害者であり、世に隠れた有能な人物と描かれており、また、作中でこのパートそのものが礼によって争いが避けられる事例の描写となっている。玉（人徳の象徴）を孔子に残した。
  - 老子：現代風に言うと周の王室図書館（作中説明）の使。孔子らの質問をすべて回答した。「天下に道があれば礼など必要ない。礼は乱の首（はじめ）なり、道を失いて後徳あり　徳を失いて仁あり　仁を失いて義あり　義失われており礼あり　礼失われており乱あり　礼を問うからには天下は大いに乱れているのだな」と孔子に教えた。帰り際に孔子に老子を問うた仲孫何忌の質問に、老子を理解できないのは老子が龍だからだ、と最大限に讃えつつその言葉をどう解釈すべきか、咀嚼し考えながら帰るシーンが描かれている。

- 弟子
  - 子路：（演：チャオ・ジュン、漢字表記：趙君、声：宝亀克寿）
    - 子路（少年期）：（演：チャオ・ジョンティエン、漢字表記：趙正添、声：藏合紗恵子）

  - 子貢：（演：ロー・ガーリョン（中国語版）、漢字表記：羅嘉良（香港）、声：仲野裕）
  - 顔回：（演：いしだ壱成、漢字表記：石田壹成（日本））
    - 顔回（少年期）：（演：リュウ・ユーチョン、漢字表記：劉禹成、声：味里）

- 魯国
  - 魯昭公：魯の25代君主。魯定公の父
  - 魯定公：（演：劉興盛）。魯の26代君主
  - 魯哀公：（演：李郁文）。魯の27代君主

- 魯国の季孫氏
  - 季孫意如（zh:季平子）：（演：袁忠遠）季孫氏5代目当主。魯国の実験を握る。陽虎を危険と知りながら使いこなすと豪語する。
  - 陽虎：（演：ガオ・ファ、漢字表記：zh:高發、声：津田英三）季孫氏の筆頭使用人。有能だが心に牙を持ち、下克上の野心を抱く。孔子とは敵対関係ながら、なぜか引かれる部分も描かれており、貧困と家庭内暴力から、金と権力が必要だと思いいたった様を孔子に独白するシーンが描かれている。作中では語られてないが、孔子と瓜二つの外見であったらしい。
    - 陽虎（青年期）：（演：マー・ミンウェイ、漢字表記：馬茗佛、声：福田賢二）

  - 季桓子　季孫意如の子。
  - 季康子（zh:季康子）：季桓子の子。季孫氏7代目当主。魯の哀公に進言して、孔子を軍事顧問として魯国に戻す。腹が立つ悪人を皆殺しにして、善き世の中にしてはどうかと孔子に尋ね、たしなめられている。

- 魯国の仲孫氏（孟孫家）
  - 仲孫玃：魯の公卿（こうけい）で孟孫家8代目当主。大司空の高官。青年期の孔子を見て気にかけ、死に間際に子に弟子入りするよう遺言する。このドラマでは触れられていないが、孔子の父の叔梁紇は孟孫家に使えていた戦士であったようだ。
  - 仲孫何忌（ちゅうそんかひ、zh:孟懿子）：孟孫家の若君で後継者で兄。学問を蔑ろにしコウロギで遊び父に叱られる。父の遺言により弟と共に孔子門下に入り、学ぶが知らずに孔子の教えを踏み外す事もある。
  - 仲孫閲（ちゅうそんえつ）：仲孫玃の子で、仲孫何忌の弟。父の遺言により兄と共に孔子に入門する。物覚えがよく足りない兄を補佐する様が描かれている。兄妹で仲は良いが、兄の暴走を止めれない描写がある。

- 衛
  - 南子：（演：イ・ジョンヒョン、漢字表記：李定賢（韓国）、声：本名陽子）霊公の妻。孔子に良くも悪くも好意を寄せ、困らせる。

- 斉
  - 斉景公

- 現代
  - 現代の女子大生 梅燕：（演：チャン・リンシン、声：小林さやか）アメリカの大学に留学した中国人女子大生。ソニーのVAIOを愛用する現代っ子（撮影当時VAIOは中国で大変な人気だった。）。大学卒論のテーマに教授の命令でしぶしぶ孔子の選ばされ、卒論を書くために中国に帰国する。当ドラマのナレーターを務め、現代的な研究者の視点、ドラマと史実の違いを注釈として入れてくれる。孔子に興味はなかったが、徐々にその生涯、思想に引かれている。
  - 現代の研究者　端木：（演：モー・ヤン、声：内田夕夜）中国国内の孔子専門家であり、ひょうきんな若い研究者。梅燕に一目惚れし、距離を取られつつもその世話を焼く。また「孔子とは知り合いだ」とふざけた発言を行い梅燕に呆れられるが、実際に会ったことがあるかのような発言が飛び出す（弟子の生まれ変わりを連想させる描写がある）。なお、端木は子貢の姓である。